# Біопаливо
Біопа́ливо або біологічне паливо (англ. biofuel) — це паливо, отримане та вироблене з органічних матеріалів, таких як рослини та їх залишки (деревина, сільськогосподарські культури, відходи й побічні продукти), яке може бути використане для виробництва енергії в біоенергетиці.
Біопаливо — це паливо, яке виробляється за допомогою сучасних технологічних процесів із біомаси, на відміну від інших природних ресурсів, таких як нафта й вугілля, вироблених в результаті дуже повільних геологічних процесів. Подібно до вугілля й нафти, біомаса — це форма збереженої сонячної енергії. Енергія сонця «захоплюється» через процес фотосинтезу під час росту рослин. Одна перевага біологічного палива в порівнянні з іншими типами палива — те, що воно повністю розкладається мікроорганізмами, і тому відносно безпечне для довкілля.
Сільськогосподарська продукція, яку вирощують для використання як біопаливо, включає кукурудзу, сою, льон, ріпак, цукрову тростину й пальмову олію. Розкладена мікроорганізмами продукція промисловості, сільського господарства, лісового господарства та побутові відходи також можуть використовуватися для отримання біоенергії, наприклад, солома, лісоматеріал, побічні продукти сільського господарства та харчової промисловості, стічні води й харчові відходи.
За допомогою новітніх технологій, біопаливо отримують зі спеціально підібраних водоростей, дріжджів та інших мікроорганізмів. Більше того, такі мікроорганізми спеціально модифікують методами генетичної та клітинної інженерії задля збільшення ефективності та зменшення витрат у виробництві біопалива.

## Види біопалива
Біопаливо поділяють на тверде, рідке і газоподібне.
- Тверде паливо — це традиційні дрова (часто у вигляді відходів деревообробки) і паливні гранули (пресовані дрібні залишки деревообробки) та залишки рослинності.
- Рідке паливо — це спирти (метанол, етанол, бутанол), ефіри.
  - Біодизель — виготовляється з рослинних олій або жирових кислот і може використовуватися в дизельних двигунах. Він популярний в автомобільній промисловості та може бути більш екологічно чистим в порівнянні з традиційним дизельним паливом.
  - Біоетанол — виробляється з рослин, зазвичай з кукурудзи чи цукрового тростини. Він використовується як біопаливо для бензинових двигунів та може допомогти знизити викиди парникових газів.
  - Біобутанол — спирт бутиловий, виготовлений з біомаси, який може бути використаний в карбюраторному і інжекторному двигуні внутрішнього згоряння як у чистому вигляді, так і в сумішевому паливі. Може використовуватись в незміненому бензиновому двигуні. На відміну від етанолу, біобутанол є більш калорійним та менш затратним у виробництві, і, як біоетанол, біобутанол можна виробляти з кукурудзи, пшениці, цукрових буряків, цукрової тростини, сорго, кассава та ячменю.
  - Біомазут — це вид біопалива, виготовлений з біомаси, такої як солома, деревина, лушпиння з кукурудзи, сіно і інші органічні матеріали. Біомазут використовується для опалення та генерації тепла в побуті та промисловості. Може бути перспективним для тих регіонів, де доступна велика кількість біомаси.
- Газоподібне паливо — різні газові суміші з чадним газом, метаном, воднем, які отримуються внаслідок термічного розкладання сировини у присутності кисню (газифікація), без кисню (піроліз) або при мікробному зброджуванні (ферментації).
  - Біогаз — виробляється з органічних матеріалів, таких як органічні відходи і рослинні залишки. Він може бути використаний для генерації електроенергії та палива для автомобілів. Біогаз вважається перспективним в аспекті виробництва енергії з відходів.
  - Біометан — це природний газ, компонент біогазу, вироблений з органічних матеріалів. Його використовують як замінник природного газу у побуті та промисловості. Він є чистим джерелом енергії та може допомогти знизити залежність від видобутку природного газу.
  - Біоводень — біопаливо, яке виробляється за допомогою мікроорганізмів, які виробляють водень з біомаси відходів або інших органічних матеріалів; часто разом з біобутанолом. Біоводень може бути використаний як джерело водню для електрогенераторів, або у водневих двигунах і системах, водневих авто чи іншій техніці на водневій енергетиці.

## Історія

### Біопаливо першого покоління
Біопаливо першого покоління безпосередньо пов’язане з біомасою, яка зазвичай їстівна.
Як біопаливо першими почали використовувати традиційні сільськогосподарські культури з високим вмістом жирів, крохмалю, вуглеводів. Рослинні жири добре піддаються перетворенню на біодизель. Рослинні крохмаль і цукри переробляються на етанол. Однак використання таких сировин виявилося вкрай незручним: крім витратного землекористування, виснаженням ґрунтів і потребами в їх обробці, додаванні добрив та пестицидів виникають відповідні проблеми із реалізацією харчових продуктів на ринку. Таку сировину відносять до першого покоління.

### Біопаливо другого покоління

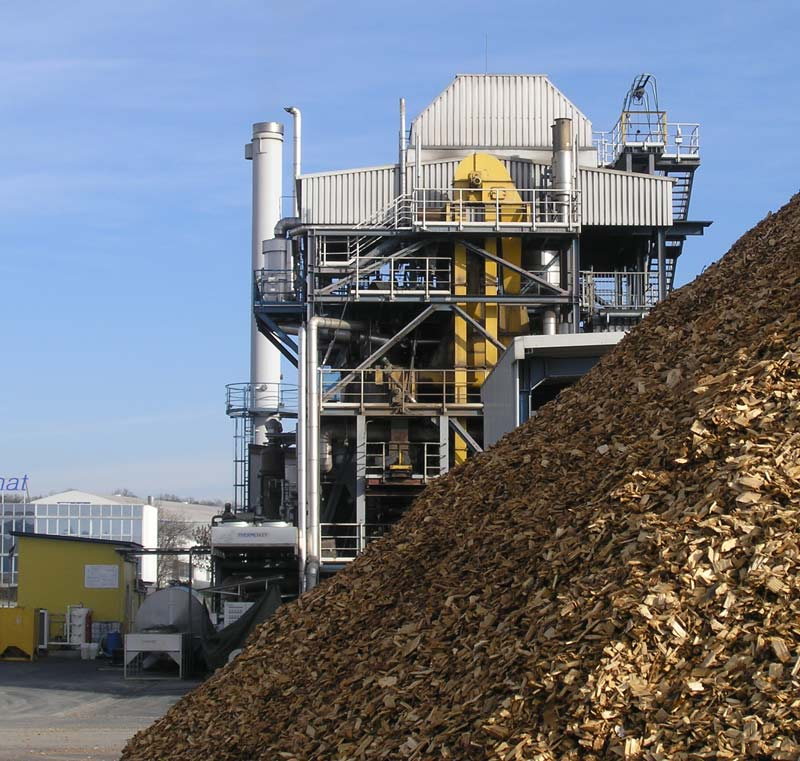
Завод піролізу біомаси, Австрія

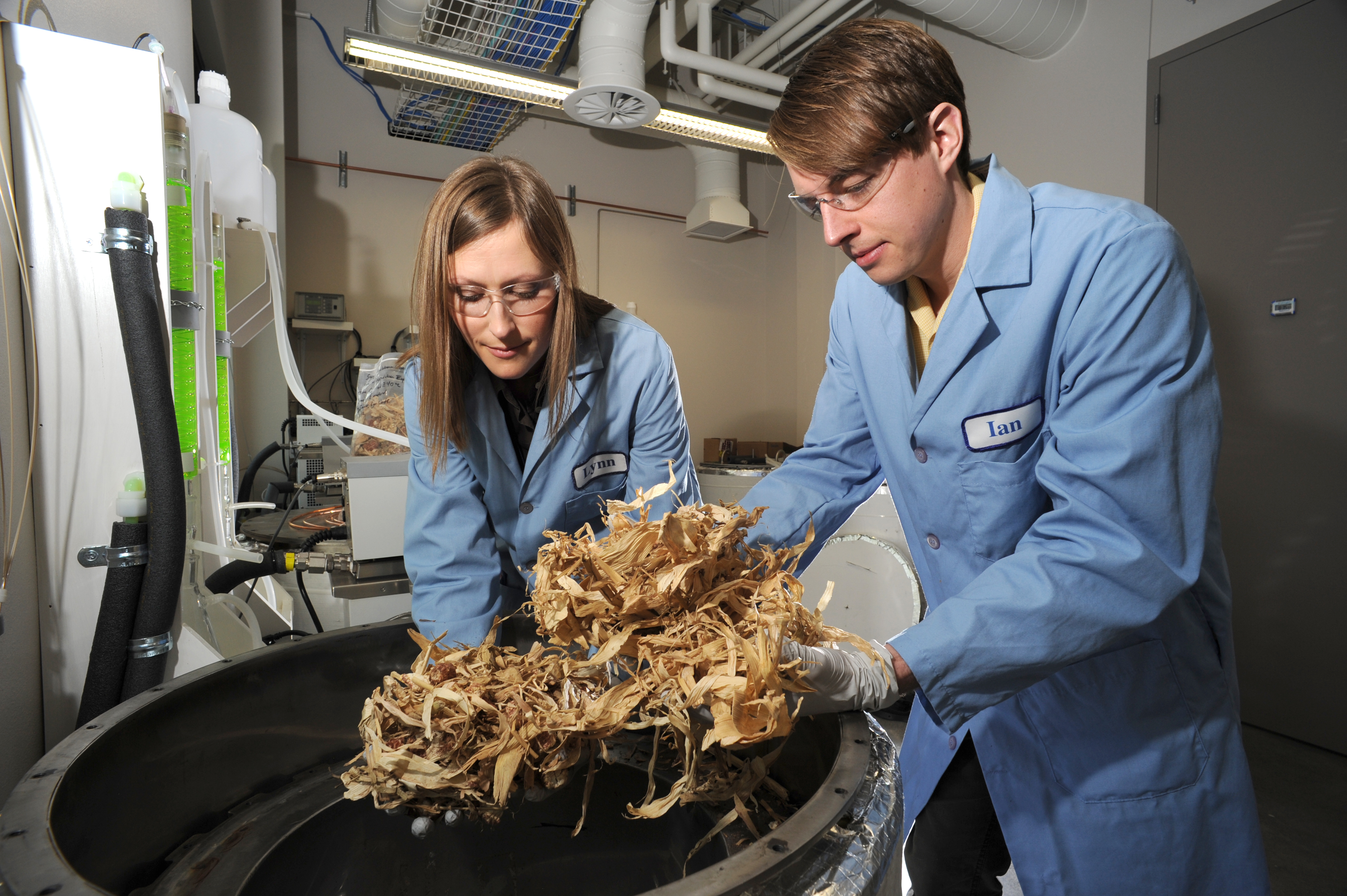
Використання біомаси сільськогосподарських відходів для виробництва біопалива

Біопаливо другого покоління визначається як паливо, вироблене з широкого спектру різноманітної сировини, починаючи від лігноцелюлозної сировини і закінчуючи твердими міськими відходами.
Біопаливо другого покоління — різні види палива, отриманого методами піролізу біомаси, а також інші види палива (крім метанолу, етанолу, біодизелю), вироблені із джерел сировини «другого покоління».
Джерелами сировини для біопалива другого покоління є лігніт-целюлозні сполуки — органічні відходи, які залишаються після виділення придатної для використання у харчовій промисловості біологічної сировини. Використання біомаси для виробництва біопалива другого покоління спрямовано на скорочення кількості використаної землі, придатної для ведення сільського господарства. Рослини — джерела сировини другого покоління представлені:
- Рижій (рослина) — рослина, яка росте в ротації з пшеницею та іншими зерновими культурами.
- Jatropha curcas або Ятрофа — рослина, яка росте в посушливих ґрунтах; вмістом олії в якій складає від 27 до 40 % залежно від виду.

Швидкий піроліз дозволяє перетворити біомасу в рідину, яку легше і дешевше транспортувати, зберігати і використовувати. З рідини можна виготовляти автомобільне паливо або паливо для електростанцій.
З біопалива другого покоління, що реалізуються на ринку, найбільш відомими є BioOil виробництва канадської компанії Dynamotive і SunDiesel німецької компанії CHOREN Industries GmbH
За оцінками Німецького Енергетичного Агентства (Deutsche Energie-Agentur GmbH) при існуючих технологіях виробництво палив шляхом піролізу біомаси може покрити 20 % потреб Німеччини в автомобільному паливі. До 2030 року, з розвитком технологій, піроліз біомаси може забезпечити 35 % від споживання автомобільного палива. Собівартість виробництва складе менше €0,80 за літр палива.
Окрім цього, була Створена «Піролізна мережа» — http://www.pyne.co.uk/ [Архівовано 11 вересня 2018 у Wayback Machine.] дослідницька організація, що об'єднує дослідників з 15 країн Європи, США і Канади.
Досить перспективним є також використання рідких продуктів піролізу деревини хвойних. Наприклад, суміш із 70 % живичного скипидару, 25 % метанолу і 5 % ацетону, тобто фракцій сухої перегонки смолистої деревини сосни, з успіхом може застосовуватися як заміна бензину марки А-80. При цьому для перегонки застосовуються відходи дереводобувних процесів: хмиз, пеньки, кора. Вихід паливних фракцій складаєдо 100 кілограмів від 1 тонни відходів. Основні недоліки сировини другого покоління — задіяні земельні ресурси та відносно невисока віддача з одиниці площі.
Туніка Ciona intestinalis — багатий на целюлозу потік відходів, який є перспективною сировиною для виробництва біоетанолу другого покоління.

### Біопаливо третього покоління
Біопаливо третього покоління зазвичай пов’язане з біомасою водоростей, але певною мірою може бути пов’язане з використанням CO2 як вихідної сировини.
Водорості — прості організми, пристосовані до росту в забрудненій або солоній воді (містять у 200 разів більше олії, ніж джерела першого покоління, такі як соєві боби).
Департамент Енергетики США з 1978 року по 1996 роки досліджував водорості з високим вмістом олії за програмою «Aquatic Species Program». Дослідники прийшли до висновку, що Каліфорнія, Гаваї і Нью-Мексико придатні для промислового виробництва водоростей у відкритих ставках. Протягом 6 років водорості вирощувалися в ставках площею 1000 м2. Ставок в Нью-Мексико показав високу ефективність в захопленні СО2. Врожайність склала більше 50 г. водоростей з 1 м2 в день. 200 тисяч гектарів ставків можуть виробляти паливо, достатнього для річного споживання 5 % автомобілів США. Причому 200 тисяч гектарів — це менше 0,1 % земель США, придатних для вирощування водоростей. У цій  технології ще залишаються актуальними багато проблем. Наприклад, водорості потребують високої температури, для їх культивування добре підходить пустельний клімат, але також потрібна певна температурна регуляція при нічних перепадах температур. В кінці 1990-х років технологія не потрапила в промислове виробництво через  низьку вартість нафти.
Крім вирощування водоростей у відкритих ставках існують технології вирощування водоростей в малих біореакторах, розташованих поблизу електростанцій. Скидне тепла ТЕС здатне покрити до 77 % потреб у теплі, необхідного для вирощування водоростей. Ця технологія не вимагає спекотного пустельного клімату.

### Біопаливо четвертого покоління
Останнє покоління біопалива, яке називається біопаливом четвертого покоління, охоплює використання генної інженерії та синтетичної біології для покращення бажаних властивостей організмів, які використовуються у виробництві біопалива. Це стосується різноманітних ознак, починаючи з використання кількох типів цукрів (наприклад, пентоз і гексоз) і закінчуючи вищим синтезом ліпідів або кращими фотосинтезом і фіксацією вуглецю. Для модельних організмів, таких як Escherichia coli та Saccharomyces cerevisiae, повідомляється про широкий спектр інструментів для генетичної інженерії регуляції ендогенних шляхів або введення нових шляхів.
Два основні підходи включають інженерні шляхи в нативних організмах-продуцентах і реконструкцію шляхів у більш генетично доступних модельних організмах. Гетерологічні господарі, включаючи бактерії, дріжджі та водорості, пропонують метаболічну універсальність для виробництва різних видів біопалива. Подолання викликів, таких як конкуруючі метаболічні потоки та токсичність продуктів, можна досягти за допомогою генної інженерії, такої як модифікація клітинних мембран і використання мембранних транспортерів для секреції біопалива.
Генетично модифіковані водорості з підвищеною ефективністю фотосинтезу та інструменти CRISPR/Cas9 (див. Редагування генома) забезпечують більший вихід продукції. Біопаливо четвертого покоління також зосереджується на генетично оптимізованих ціанобактеріях, які успішно виробляють етанол, бутанол, ізобутанол і модифіковані жирні кислоти. Системна біологія допомагає в ефективній оптимізації нативних продуцентів за допомогою секвенування всього генома та аналізу моделей експресії генів.
Біодизель з платформ олійних дріжджів відповідає міжнародним стандартам. Експериментальним підходом є виробництво електробіопалива, де гібридні системи використовують відновлювану електроенергію та джерела вуглецю безпосередньо для виробництва біопалива, перетворюючи сонячну енергію в рідке паливо, яке можна зберігати, з підвищеною ефективністю.

## Біопаливо у світі

Загальне виробництво біопалива в терават-годинах (ТВт-год) на рік (біоетанол і біодизель)

Динаміка виробництва біопалива в світі по регіонам (1990-2022)

Світовими лідерами з використання рідкого біопалива є такі країни: Бразилія, США та країни ЄС. Щоб не залежати від імпорту нафти, Бразилія використовує етанол з дешевої цукрової тростини. У США, щоб підтримати аграрний сектор усередині країни, та, одночасно, поліпшити стан довкілля — поширюється етанол з кукурудзи. Європейський Союз, впроваджуючи біопаливні технології, переслідує відразу кілька цілей: ліквідація залежності від імпорту нафти, запобігання глобальному потеплінню клімату, виконання зобов'язань за Кіотським протоколом щодо викидів діоксиду вуглецю в атмосферу, а також розвиток аграрного сектора. У США автомобільне біопаливо займає 4-5 % ринку, у Бразилії — близько 30 %. В Бразилії продаються автомобілі, які можуть їздити на суміші етанолу і бензину в будь-якій пропорції, так звані flex-fuel vehicle — автомобілі З 2011 року в ЄС виробники або продавці зобов'язані додавати в бензин до 5 % етанолу, а бензин марки Е10 (10 % етанолу) продається на усіх автозаправках Німеччини. Станом на квітень 2011 року у Німеччині налічується понад 350 автозаправочних станцій, які реалізують Е85. В 2019 році Etihad Airways, національна авіакомпанія ОАЕ, рапортувала про перший комерційний переліт на біопаливі, отриманому з рослин.
На початку березня 2024 року, компанія LanzaJet Freedom Pines Fuels (США) відкрила перший у світі завод з виробництва сталого авіаційного палива з етанолу. Потужність виробництва становить 10 мільйонів галонів (близько 38 млн літрів) на рік.

## Біопаливо в Україні

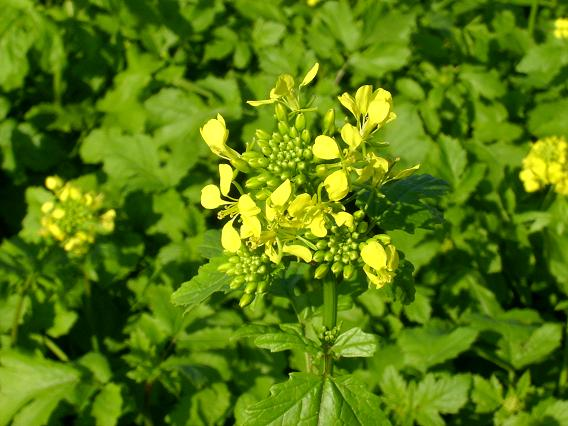
Квітка ріпаку. Майбутня сировина для біопалива

Біопаливо сьогодні розглядається в Україні як вагома та перспективна альтернатива традиційному паливу. Вважається, що його виготовлення в найближчі роки буде максимально вигідним для української економіки, сприятиме розвитку біоенергетики, циркулярної економіки та сталому розвитку. Виготовлення готового продукту є набагато вигіднішим для України, ніж експорт сировини, здебільшого в Польщу та Німеччину. Станом на 2007 рік, згідно з розрахунками Інституту цукрового буряка УААН і НТЦ «Біомаса» (м. Київ), собівартість біодизелю в наший країні становить 0,42 євро/л, біоетанолу — 0,67 євро/л. Проте виробництво біопалива в промислових обсягах ще не налагоджене так, як, приміром, у Німеччині, яка займає провідні позиції з виробництва біодизелю в ЄС. За різними оцінками, у 2006 р. в Україні мінізаводи чи дослідницькі установки з виробництва біодизелю працювали у 12 областях, виготовивши 20 тис. т продукції, яка переважно використовувалась у сільському господарстві.
Енергетична стратегія України, яка прийнята у 2006 році, передбачає нарощування виробництва паливного етанолу та біодизеля на рівні 1,8 млн т умовного викопного палива до 2030 року, або до 19,5 % від обсягів усіх джерел біоенергетики. Проте, можливість реального формування біопаливної промисловості з'явилася тільки після набрання чинності Закону України від 21 травня 2009 р. № 1391-VI «Про внесення змін до деяких законів України щодо сприяння виробництву та використанню альтернативних видів палива».
Якщо раніше виробництво біоетанолу було монополією держави, то цим 34 Законом його випуск дозволений підприємствам усіх форм власності, а біоетанольні види палива типу Е85 не обкладаються акцизним збором, що відкриває перспективи для приватного інвестування у виробництво і реалізацію біоетанолу і палив на його основі.
У червні 2006 року було створено асоціацію «Укрбіоенерго». Її завданням було популяризувати біопаливо в Україні. До неї ввійшли близько 30 виробників біоенергетичної сировини, технологічного устаткування, біопалива, а також ряд учених. У грудні 2006 року Кабмін затвердив Програму розвитку виробництва дизельного біопалива на 2007—2010 роки.[джерело?] Відповідно до програми, Україна планує до 2010 року побудувати щонайменше 20 заводів із виробництва біодизелю продуктивністю від 5 до 100 тис. тонн на рік загальною потужністю не менш ніж 623 тис. тонн на рік. Замовником програми визначено Міністерство агрополітики.
Влітку 2007 року Верховна Рада прийняла проєкт закону про перехід до 2010 року транспорту українських міст з населенням понад 500 тис. чоловік на біопаливо. До 2010 року в Україні планується побудувати 20 заводів, що вироблятимуть біодизель потужностями від 5 до 100 тис. т на рік. Для виробництва біопалива будуть введені спеціальні податкові пільги. Зареєстровано законопроєкт, у якому депутати запропонували до 2018 року скасувати податок на прибуток для виробників біологічних видів палива (біоетанол, біодизель, біогаз й біоводень), а до січня 2013 року — податок на ввезення сировини й устаткування.

### Автомобільне паливо
У 2003 р. Інститут харчової хімії та технології вперше розробив технічні умови на «Оксигенат моторного палива — альтернативний». У 2004 р. спеціалісти компанії «Енергетичні стратегії та біотехнології» спільно з галузевим Інститутом нафтопереробної та нафтохімічної промисловості «МАСМА» здійснили успішне випробовування сумішевих палив із використанням оксигенату (низькомолекулярні спирти).
Згодом були розроблені технічні умови «Паливо моторне „БІО-100“ ТУ У 24.6-33616799-001:2006». Новий вид моторного палива назвали «БІО-100» завдяки високому показнику октанового числа (паливо складається на 60 % із відновлювальної сировини, на 30 % — із мінеральних вуглеводнів та стабілізуючих речовин).
У 2006 р. виробництво БІО-100 було налагоджено на Лохвицькому спиртзаводі. Новий вид палива визнано Національною агенцією з питань забезпечення ефективного використання енергоресурсів України (НАЕР) першим українським біологічним паливом. Відповідний висновок НАЕР за номером 1 видано в 2007 р.
Реалізація нового палива розпочалась на понад 30 українських автозаправних станціях, у тому числі в київській мережі компанії «Лукойл».
Проте через супротив українського спиртового монополіста — концерну «Укрспирт», — у квітні 2007 р. виробництво БІО-100 на Лохвицькому спиртзаводі припинили та перенесли до Молдови.
25 квітня 2008 р. у Чернівцях розпочала роботу перша в Україні та країнах Східної Європи спеціалізована біопаливна автозаправна станція.
На АЗС реалізуються два види моторного палива, виготовленого з біологічної сировини: аналог високооктанового бензину — паливо «БІО-100» та дизельного палива — біодизель.

## Цікаві факти
24 лютого 2008 року відбувся перший комерційний політ літака на біопаливі. Боїнг-747 британської авіакомпанії Virgin Atlantic здійснив політ із лондонського міжнародного аеропорту Хітроу до Амстердама. У перший екологічно чистий політ пасажирів не взяли.
14 травня 2012 року вперше у світі в небо піднявся літак, наполовину заправлений рослинною олією. Експеримент поставила найбільша авіакомпанія Австралії. Політ був комерційним — за маршрутом Сідней — Аделаїда. Власники компанії збираються викорисовувати біопаливо і на інших своїх бортах, попри те, що таке пальне — вчетверо дорожче, аніж авіаційний гас. Пітер Бонд, виконавчий директор енергетичної компанії: По-перше, двигуни з таким пальним заводяться швидше і при цьому не перегріваються. Це стало навіть для нас приємним сюрпризом. А по-друге, паливо розходиться дуже економно під час польоту. Так що ми в захопленні від свого винаходу.
Вчені з університету Британської Колумбії змогли добути метан з каналізаційного жиру. Великі скупчення каналізаційних відходів (жирберги), котрі містять в собі залишки пластикових відходів, жиру, ниток, стали значною проблемою у великих містах. У зв'язку з виявленням жирберга в каналізаційній системі Лондона у 2017 році вчені активно почали шукати вирішення цієї проблеми. В результаті експериментів при нагріванні та додаванні до сміттєвих мас перекису водню вчені отримали метан. Ця технологія може використовуватись для очистки води в містах, або ж для ефективної переробки сміття на фермерських господарствах.

## Перспективні технології
- Біопаливо другого покоління: удосконалене біопаливо, також відоме як біопаливо другого покоління, виробляється з нехарчової сировини, такої як сільськогосподарські відходи[4], спеціальні енергетичні культури тощо. Ця сировина часто має вищу енергетичну продуктивність і може вирощуватися на маргінальних землях, зменшуючи конкуренцію з виробництвом продуктів харчування[28][29][2].
- Біопаливо третього покоління: водорості мають великі перспективи для виробництва біопалива, оскільки їх можна культивувати в різноманітних середовищах, включаючи неорні землі та стічні води. Біопаливо на основі водоростей може запропонувати вищу продуктивність і потенційно зменшити конфлікти землекористування, пов’язані зі звичайними біопаливними культурами[30][31][32][33][34].  Інтеграція культивування водоростей і з біоелектрохімічні системи, такі як мікробний паливний елемент[35][36], може усунути необхідність гасіння кисню та зовнішньої аерації в системі мікробного паливного елементу і, таким чином, зробити загальний процес стійким і чистим для вироблення енергії. На додаток до цього, газ CO2, що утворюється в анодній камері, може сприяти росту водоростей у катодній камері. Таким чином можливо заощадити енергію та кошти, витрачені на транспортування CO2 у системі відкритого ставка[37].
- Біопаливо четвертого покоління: охоплює використання генної інженерії та синтетичної біології для покращення бажаних властивостей організмів, які використовуються у виробництві біопалива, що може призвести до підвищення ефективності виробництва та зменшення витрат виробництва біопалива[2][8][9][10][11][12][13].
- Целюлозний етанол: Целюлозний етанол виробляється з целюлозних і геміцелюлозних компонентів рослин, які містяться в більшій кількості, ніж цукри, що використовуються в біопаливі першого покоління. Ця технологія може використовувати сільськогосподарські відходи та інші джерела нехарчової біомаси[38][39][40][41][42][43][44].

- Перетворення відходів на енергію: Технології, які перетворюють органічні відходи, такі як харчові відходи, рослинні залишки, рідкі та тверді міські відходи і стічні води, на біопаливо пропонують подвійну користь, керуючи утилізацією відходів і виробляючи відновлювану енергію[45][46][47]
- Біоелектрохімічні системи: біоелектрохімічні системи, такі як мікробні паливні елементи[35][36] та електроліз, мають потенціал для перетворення органічних речовин зі стічних вод, промислових та сільськогосподарських відходів, безпосередньо в електрику або біоводень, які можливо використовувати як чистий носій енергії або паливо[48][49][37][50]. (див. Очищення стічних вод, Очищення сільськогосподарських стічних вод)
- Гібридні технології: інтеграція різних процесів виробництва біопалива, наприклад поєднання біохімічних і термохімічних шляхів перетворення, може підвищити загальну ефективність і зробити біопаливо більш економічно життєздатним[51][52][53][54][55].
- Біоенергетика з використанням технології уловлювання та зберігання вуглецю: багато технологій виробництва біопалива можна поєднати з системами уловлювання та утилізації вуглецю[56][57], що дозволяє уловлювати викиди основного парникового газу, що призводить до глобального потепління, – вуглекислого газу (діоксид вуглецю або CO2), під час процесу виробництва біопалива, та використовувати його для виробництва інших цінних продуктів, таких як сечовина, полікарбонати, метанол, диметиловий етер та багато інших[58][59][60][61].
- Змішування та сумісність біопалива: розробка біопалива, яке можна легко змішувати з існуючим викопним паливом або використовувати безпосередньо в існуючих двигунах та інфраструктурі, має важливе значення для широкого впровадження біопалива[62][63][64].
- Стале вирощування сировини: стійкі методи вирощування сировини, включаючи управління землекористуванням, ефективне використання води та збереження біорізноманіття, гарантує, що біопаливо справді позитивно впливає на навколишнє середовище та суспільство[65][66][67][68].

## Додаткова література

### Книги
- Серія книг Biofuel and Biorefinery Technologies (Springer, 2015-2020+)
- Sunil Kumar Rena (2023). Biofuels: Technologies, Policies, and Opportunities. CRC Press, Routledge, Taylor & Francis Group. ISBN 9781032054827.
- Singh Yashvir; Strezov Vladimir; Negi Prateek (2023). Biowaste and biomass in biofuel applications. Серія книг Mathematical engineering, manufacturing, and management sciences. Boca Raton: CRC Press, Routledge. ISBN 978-1-032-19358-8.
- Baskar Gurunathan, Renganathan Sahadevan (2022). Biofuels and Bioenergy: A Techno-Economic Approach. Elsevier. с. 838. ISBN 9780323900409.
- Luque Rafael; Lin Carol Sze Ki; Willson Karen; Clark James H. (2016). Handbook of biofuels production: processes and technologies. Woodhead Publishing in energy (2nd edition). Duxford, UK: Woodhead Publishing, Elsevier. ISBN 978-0-08-100455-5.

### Журнали
- Biotechnology for Biofuels (BioMed Central)
- Biofuels, Bioproducts and Biorefining (John Wiley & Sons)
- Biofuels (Taylor & Francis)
- Biofuel Research Journal (Green Wave Publishing of Canada)

### Статті
- Cavelius Philipp; Engelhart-Straub Selina; Mehlmer Norbert та ін. (2023). The potential of biofuels from first to fourth generation. PLOS Biology (англ.) 21 (3). doi:10.1371/journal.pbio.3002063.
- Neupane, Dhurba (2023-01). Biofuels from Renewable Sources, a Potential Option for Biodiesel Production. Bioengineering (англ.) 10 (1). doi:10.3390/bioengineering10010029.
- Liu Zihe; Wang Junyang; Nielsen Jens (2022). Yeast synthetic biology advances biofuel production. Current Opinion in Microbiology (англ.) 65. doi:10.1016/j.mib.2021.10.010.
- Adegboye Mobolaji Felicia; Ojuederie Omena Bernard; Talia Paola M.; Babalola Olubukola Oluranti (2021). Bioprospecting of microbial strains for biofuel production: metabolic engineering, applications, and challenges. Biotechnology for Biofuels (англ.) 14 (1). doi:10.1186/s13068-020-01853-2.
- Miller Tarryn E.; Beneyton Thomas; Schwander Thomas та ін. (2020). Light-powered CO 2 fixation in a chloroplast mimic with natural and synthetic parts. Science (англ.) 368 (6491). doi:10.1126/science.aaz6802.
- Jeswani Harish K.; Chilvers Andrew; Azapagic Adisa (2020). Environmental sustainability of biofuels: a review. Proceedings of the Royal Society (англ.) 476 (2243). doi:10.1098/rspa.2020.0351.